# MV Georgic (1932)
El  MV Georgic fue un transatlántico británico construido en los astilleros de Harland & Wolff en Belfast, Irlanda del Norte. Fue el último barco construido para la White Star Line antes de su fusión con la Cunard Line. Terminado en 1932, fue el barco gemelo del MV Britannic y, al igual que este, era impulsado con motores diésel-eléctricos. En el momento de su construcción, fue la motonave más grande del mundo.
Después de una exitosa carrera en la década de 1930 con la White Star Line y posteriormente con la Cunard White Star Line, fue requisado por el Almirantazgo Británico en 1939 donde fue convertido en transporte de tropas para el esfuerzo bélico durante la Segunda Guerra Mundial. Al estar amarrado en el puerto de Port Tewfik en Egipto en 1941, fue bombardeado por la Luftwaffe, resultando severamente dañado y semihundido. El barco fue remolcado a diferentes puertos donde fue reparado para finalmente ser enviado a los astilleros de Belfast, donde fue reconstruido en su totalidad. Como parte de la reconstrucción, la superestructura fue desmantelada y vuelta a construir. El barco volvió al servicio de guerra en 1944. Terminada la guerra en 1945, fue reacondicionado durante el siguiente año, para retornar, en 1947, al servicio comercial, bajo la propiedad de la Cunard White Star (disuelta en 1949) y del Ministerio de Transporte. 
En 1955, la Cunard Line, en conjunto con el gobierno británico, anunció que el Georgic sería retirado del servicio transatlántico durante ese año y en enero de 1956 fue puesto en venta, siendo comprado para su desguace en Faslane, en Escocia.

## Antecedentes
A finales de la década de 1920, la White Star Line tenía planes de construir dos nuevos barcos para reemplazar a su ya envejecida flota, los cuales serían construidos como barcos a motor en lugar de ser vapores tradicionales: uno de más de 1050 pies (320 m) que sería conocido como Oceanic, y otro más pequeño y económico, el MV Britannic. Los trabajos en el Britannic comenzaron en 1927 y fue botado al mar en 1929, mientras que la construcción del Oceanic comenzó en 1928. 
Sin embargo, los problemas financieros derivados de la caída de la Bolsa de Nueva York de octubre de 1929, que desembocaron en la Gran Depresión, hicieron primero suspender la construcción y después, cancelarlo definitivamente. 
En su lugar, se tomó la decisión de construir un barco gemelo del Britannic, de dimensiones similares a este último aunque con una longitud ligeramente mayor, y que heredaría los diseños planeados originalmente para el Oceanic. Este nuevo transatlántico fue bautizado como Georgic, en referencia a un barco de carga de la White Star bautizado con el mismo nombre y que operó entre 1895 y 1916.

## Diseño y Construcción

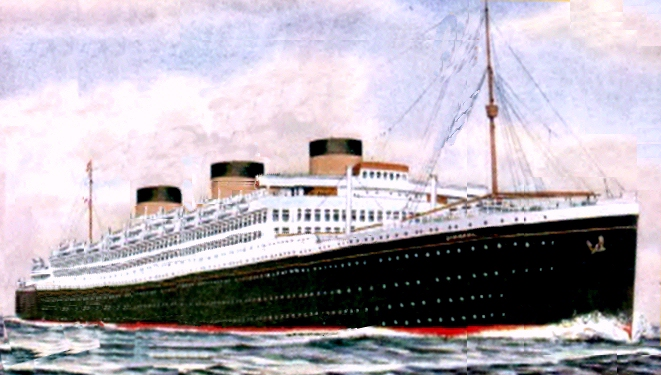
El Georgic heredó las formas del y su construcción se inició tras la cancelación de este último.

En diseño, el Georgic tenía un aspecto exterior similar al de su buque hermano, el Britannic. Sin embargo, a diferencia de este último, poseía un tonelaje ligeramente superior, contando con 27,759 GRT, en contraste con las 26,943 GRT del Britannic. 
Además, el Georgic tuvo cambios significativos no solo en el diseño de su casco, si no principalmente en la parte frontal de la superestructura, siendo esta más redondeada y estilizada respecto a su gemelo, cuya superestructura era más cuadrada.
La propulsión del barco era igual que en el Britannic, dos motores Burmeister & Wain de 10 cilindros de diesel (en su tiempo los más grandes instaladas en un barco) conectadas a dos hélices y con capacidad de producir 20,000 BHP, diseñadas para una velocidad de 18 nudos (33km/h).
Los interiores del Georgic fueron decorados en el entonces popular estilo Art Déco, y que se diferenciaban de los del Britannic, los cuales fueron decorados en diferentes estilos empleados durante la década de 1920.  
La capacidad del Georgic fue instalada en 479 en primera clase, 557 en clase cabina y 506 en clase turista. Además de su capacidad de pasajeros, el barco contaba con áreas de carga refrigeradas en dos de sus 12 compartimientos estancos. 
Su construcción comenzó en julio de 1929 y fue botado en noviembre de 1931. Su construcción se completo a finales de mayo de 1932 y fue preparado para realizar sus pruebas de mar el 4 de junio de 1932 para después ser entregado a la White Star. 

## Historia

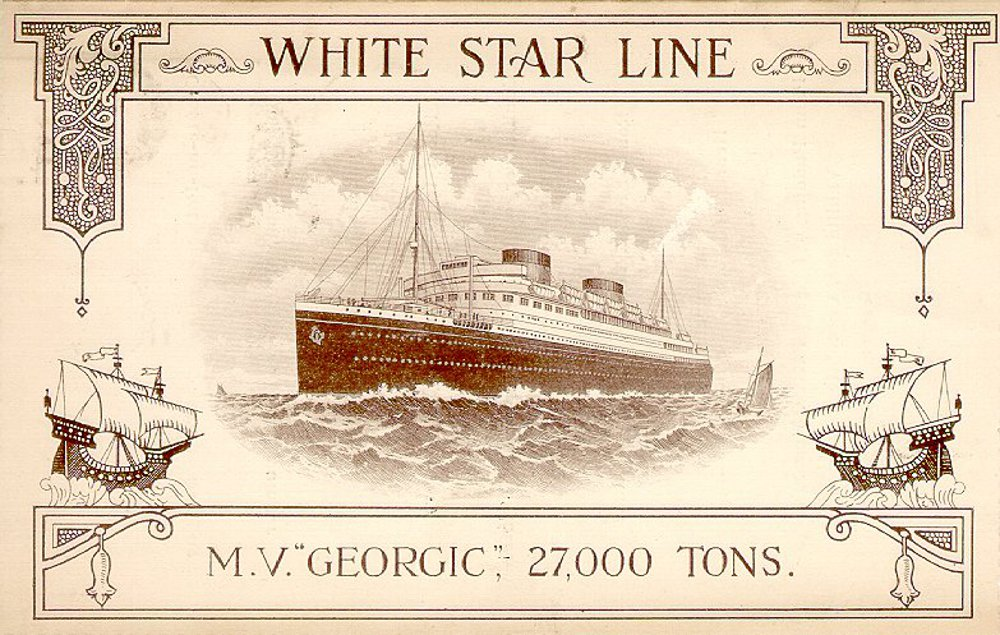
Cartel de la White Star Line promocionando el lanzamiento del Georgic.

El Georgic comenzó su viaje inaugural el 25 de junio de 1932. Navegó originalmente en la ruta Liverpool-Nueva York, junto a su hermano el Britannic y a los veteranos RMS Baltic y RMS Adriatic. 
Fue en los primeros meses de 1933 cuando fue reasignado, durante un breve período de tiempo, a la ruta Southampton-Cherburgo-Nueva York, mientras sustituía al veterano pero aún entonces popular RMS Olympic, mientras se encontraba fuera de servicio para someterse a un reacondicionamiento.
Aunque no eran los más grandes ni más rápidos de su época, el Georgic y el Britannic resultaron ser muy populares entre los pasajeros y en la primera mitad de los años 1930 se convirtieron en los dos transatlánticos con más ganancias de la White Star Line, derivado de su bajos costes de operación y que permitía que sus billetes fueran más baratos comparados con los antiguos transatlánticos de vapor, permitiendo a la White Star adquirir un nivel económico bastante considerable para mantenerse a flote durante los primeros años de la Gran Depresión. 
El 10 de mayo de 1934 la White Star se fusionó con su rival, la Cunard Line para formar la Cunard White Star Limited, y el Georgic se unió junto al Britannic en la nueva flota de barcos de la empresa. Ambos barcos, al igual que los siete restantes de la White Star que se incorporaron a la nueva compañía, retuvieron los colores y la bandera de su empresa original, aunque incorporarían la bandera de la Cunard en sus mástiles. 
El siguiente año, ambos barcos fueron transferidos a la ruta Londres-Le Havre-Southampton-Nueva York y el Georgic comenzó su nueva labor el 3 de mayo de 1935, convirtiéndolo en el barco más grande en navegar por el río Támesis de Londres.
En agosto de 1939 el Georgic regresó a la ruta Liverpool-Southampton, y realizó cinco viajes antes de ser requisado por la Marina Real para utilizado en la Segunda Guerra Mundial.

## Segunda Guerra Mundial

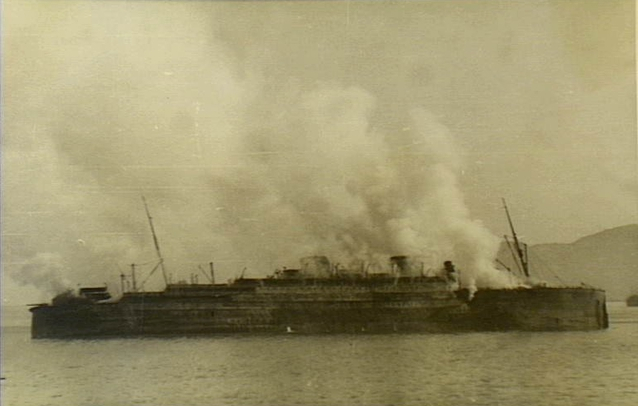
El Georgic incendiándose tras ser bombardeado por aviones alemanes en Puerto Tewfik.

Tras el estallido de la Segunda Guerra Mundial, el Georgic fue requisado por el Almirantazgo Británico para su uso como transporte de tropas.
El 7 de julio de 1941, el Georgic estaba atracado en el Puerto Tewfik, cuando aparecieron aviones alemanes, detectaron el buque y procedieron a atacarlo. Las bombas lanzadas por los aviones causaron un gran incendio que llegó a una chimenea que llevaba municiones, éstas estallaron, dañando seriamente la zona de popa. Se dio la orden de abandonar el barco mientras el Georgic se hundía por la popa. En octubre de ese mismo año fue rescatado por Shipbreaking Industries Ltd., cubriendo temporalmente los orificios y aberturas y también se tuvo que bombear el agua para poder reflotar al barco. Se llevó a cabo una inspección de la estructura del barco y de sus motores, y se tomó la decisión de enviar el buque de regreso a los astilleros de Belfast para su reparación total.

## Reacondicionamiento

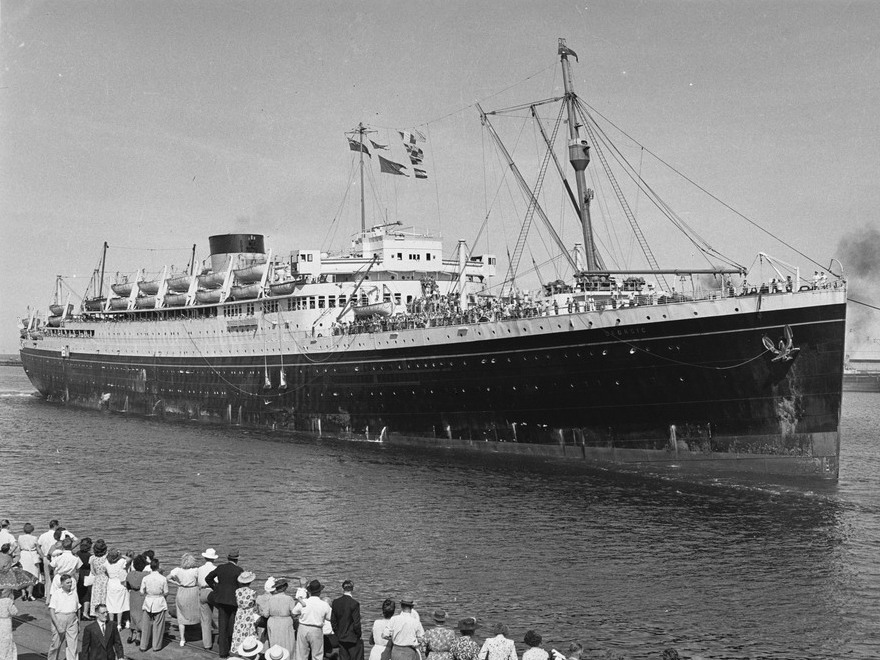
El Georgic fotografiado en 1949.

En el mes siguiente fue remolcado hasta Puerto Sudán donde tuvo reparaciones mayores. Después de un año, el Georgic viajó hasta Bombay, donde también tuvo reparaciones. En enero de 1943 zarpó de Bombay hacia Belfast, donde en Harland & Wolff le realizaron una completa reparación. 
Después de diciembre de 1944, su exterior fue considerablemente modificado. La chimenea delantera fue eliminada, quedando con tan solo una.
Después de la guerra, el Georgic fue devuelto en 1948 a la Cunard White Star Line. En mayo de 1950 regresó a la ruta Liverpool-Nueva York, ahora para la Cunard, ya que esta había adquirido los activos y operaciones de la Cunard White Star, desapareciendo definitivamente la White Star Line. Al igual que el Britannic, siguió utilizando los colores originales de la White Star, así como también la bandera de la compañía, hasta que fueron retirados.
Durante el verano de 1951, cubrió la ruta entre Southampton y Nueva York. Hizo su último viaje en 1954, y después de un viaje trasladando tropas desde Japón, fue amarrado en Kames Bay, Isla de Bute, en espera de su fin. Fue desmantelado en febrero de 1956 en Faslane (Escocia).